# Vol KLM 1673
Le 28 novembre 2004, le Boeing 737-406 assurant le vol KLM 1673, reliant l'aéroport d'Amsterdam-Schiphol à l'aéroport International de Barcelone  est victime d'une collision aviaire lors du décollage qui endommage le train d'atterrissage avant.
Lorsque l'équipage tente d'atterrir, il n'a pas pu contrôler le mouvement de l'appareil, qui dérape hors de la piste, provoquant l'affaissement du train d'atterrissage. Les 146 personnes à bord du Boeing 737-406 ont survécu à l'accident.

## Accident
Le vol 1673 a été autorisé à décoller de l'aéroport d'Amsterdam-Schiphol à 16h46. Lors du décollage sur la piste 18L, le train avant de l'avion heurte un oiseau. Cet incident est signalé au contrôle aérien, le train d'atterrissage rentre normalement, sans qu'il n'y ait aucune indication anormale dans le poste de pilotage, et le vol se poursuit normalement.
Lors du toucher des roues sur la piste 25R de l'aéroport de Barcelone, l'avion commence à dévier vers la gauche de l'axe de piste. Malgré des actions correctrices l'équipage ne parvient pas à maintenir l'avion sur la piste. 
Après avoir dérapé sur la surface de la piste goudronnée à environ 185 km/h, l'avion entre dans une zone sablonneuse où des travaux de construction étaient en cours. La jambe du train avant s'affaisse et le train principal gauche se rétracte partiellement peu de temps avant que l'avion ne s'immobilise sur le bord d'un canal de drainage. 
Tous les membres de l'équipage et les passagers ont réussi à évacuer l'avion sans qu'il n'y ait de blessé, mais l'avion a été gravement endommagé et a été retiré du service.

## Enquête
La cause majeure de l'accident est le sectionnement d'un câble dans le système de rotation de la roue avant, causé par la collision aviaire. Cela a fait que les roues du train avant se sont braquées vers la gauche lors de l'atterrissage, provoquant un virage prononcé à gauche qui n'a pas pu être contré par un braquage complet de la gouverne de direction lorsque l'avion a décéléré. 
De plus, le freinage d'urgence effectué par l'équipage n'a pu éviter que l'avion sorte de la piste d'atterrissage. L'état de la piste d'atterrissage, en travaux au moment de l'accident, explique également les dommages subis lors de l'accident. 
En plus de la collision avec l'oiseau, s'ajoute l'usure du câble de commande du train avant, attribué à une application incorrecte de graisse sur le système de câblage lors de la maintenance. Malgré la formation et l'expérience de l'équipage, il n'a pas été en mesure de reconnaître rapidement la cause possible de la déviation de l'appareil et de maintenir l'avion sur la piste.